# Riegelhaube

Helene Sedlmayr, der Inbegriff der „Schönen Münchnerin“ trägt die Riegelhaube zur Altmünchner Tracht.

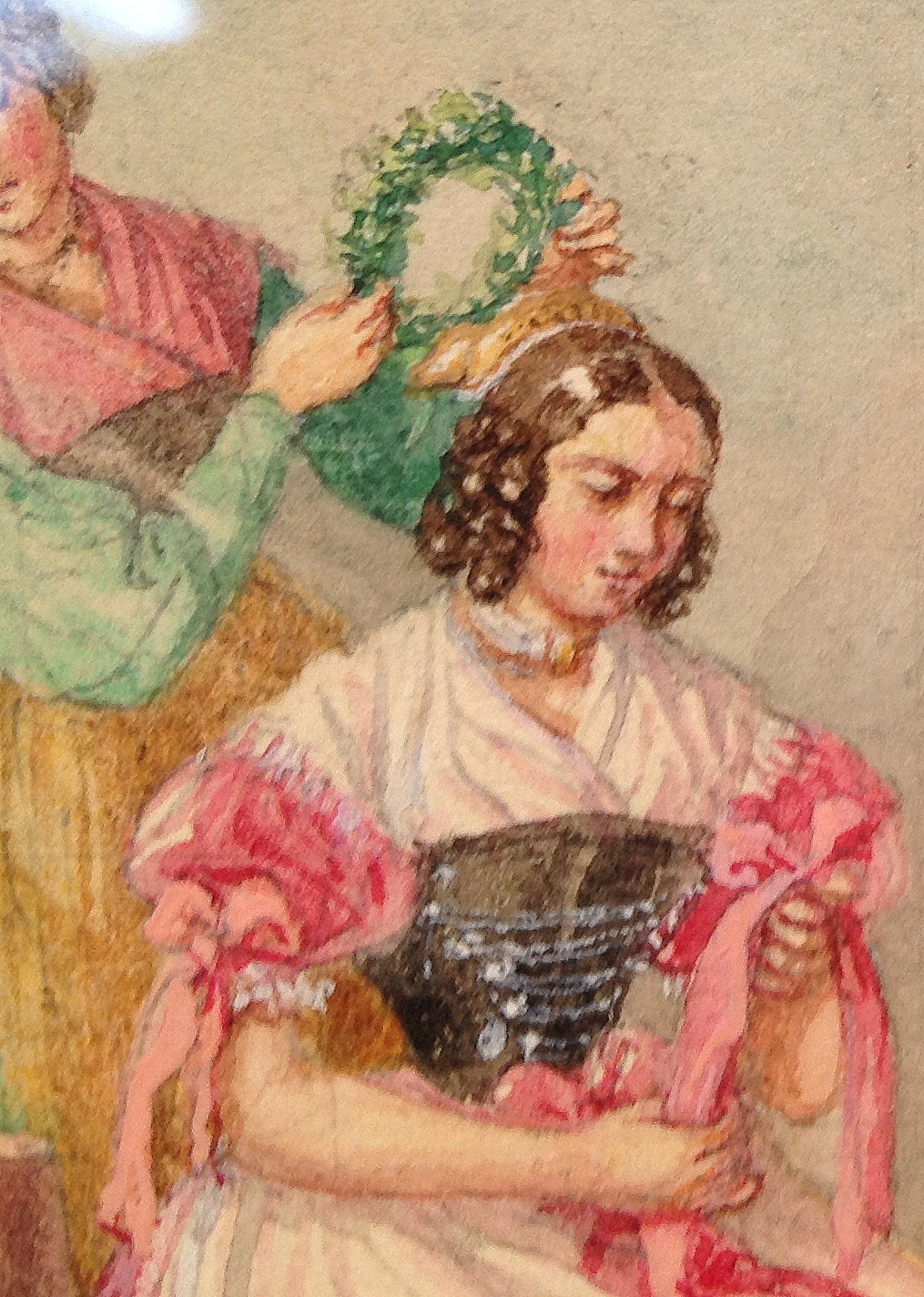
Zusätzlich zur Riegelhaube schmückte man Bräute im frühen 19. Jahrhundert mit einem Myrtenkranz.

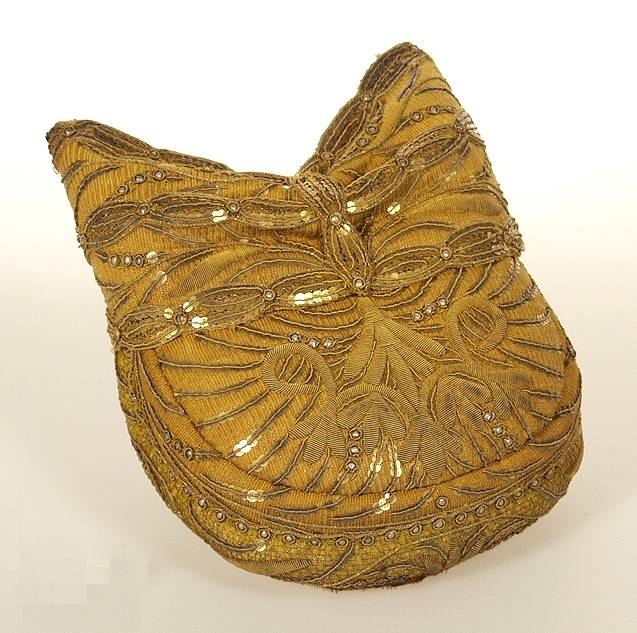
Historische goldene Riegelhaube

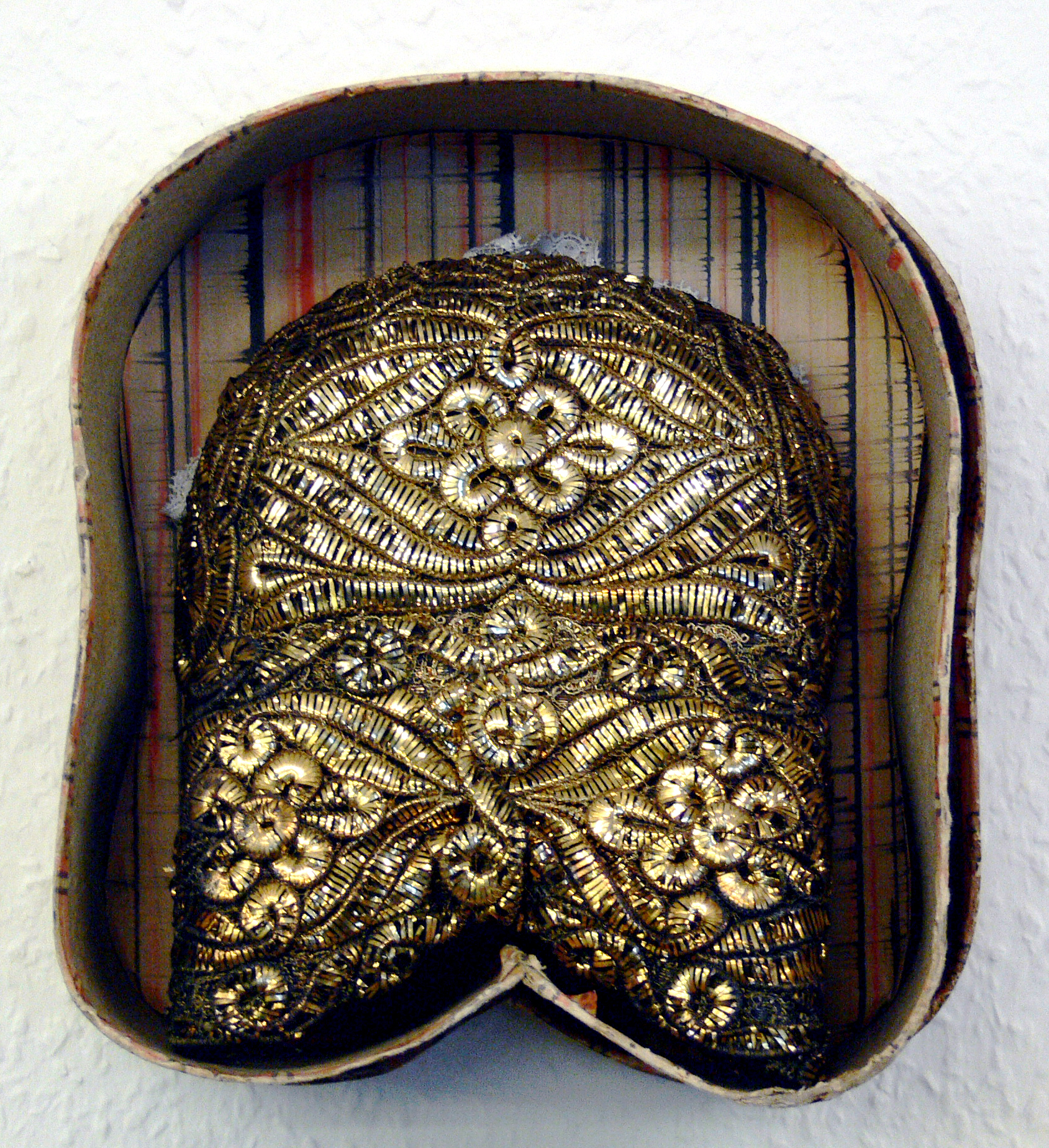
Riegelhaube (in einer Hutschachtel), Augsburg um 1830/1840

Die Riegelhaube ist eine aufwendig und mit kostbaren Materialien gearbeitete Kopfbedeckung, getragen von Frauen der wohlhabenden Bürgerschicht. Sie wurde vor allem im späten 18. Jahrhundert und bis Mitte des 19. Jahrhunderts in und um München getragen. In der Schönheitengalerie von König Ludwig I. befindet sich das Porträt von Helene Sedlmayr, die als Inbegriff der „Schönen Münchnerin“ gilt und mit einer Riegelhaube dargestellt ist.

## Erster Nachweis
Der frühesten Nachweise einer Riegelhaube ist eine Nymphenburger Porzellanfigur des Modelleurs Bustelli, datiert auf 1755. Diese frühe Form war nicht nur in München gebräuchlich, sondern in großen Teilen Süddeutschlands. Sie bedeckt den Hinterkopf bis zu den Ohren und wird durch eine Schleife im Nacken charakterisiert. 

## Geschichte
Bereits im Mittelalter war das Tragen einer Haube das sprichwörtliche Zeichen dafür, dass eine Frau verheiratet war. Ihre Form war der jeweiligen Mode unterworfen. In Altbayern entwickelte sich aus der Rokokohaube, die in ihrer Urform aus weißem Leinen gefertigt war und die Haare fast ganz umschloss, eine kleinere bürgerliche Haubenform, die zuerst noch mit Spitzen gesäumt und mit einer Schleife am Kopf befestigt war. Die Bandschleife im Nacken entwickelte sich allmählich von einer funktionalen Schleife zu einem bloßen Symbol einer Schleife, wie es für die Riegelhaube typisch ist. Mit der Abschaffung der ständischen Kleiderordnung Ende des 18. Jahrhunderts durften Bürger auch auf offener Straße Textilien, die mit Silber und Gold gewirkt waren, tragen. Hauben wurden nun aus kostbaren Brokat- und Samtstoffen gefertigt und mit Perlen und Fäden aus Edelmetallen bestickt. Die Größe der Kopfbedeckung wurde gleichzeitig immer mehr reduziert, festgehalten wurde sie nur noch mit „Haubennadeln“ aus Silber.
Erst im frühen 19. Jahrhundert bildete sich die sehr zierliche, heute bekannte Form der Riegelhaube heraus. Sie wird auf dem hochgesteckten Haar am Hinterkopf getragen. Der Scheitel soll gemeinsam mit dem zum Haarknoten gewundenen geflochtenen Zopf von ihr bedeckt sein. Sie besteht aus einer steifen Kartonbasis, die die kostbaren Materialien gut zur Geltung bringt, einer Wattierung und darüber einer Schicht aus Brokat, Samt, Silber- oder Goldstoff, mehr oder minder flächig bestickt mit silbernen oder goldenen Kantillen (Bouillon), Lahn, Pailletten u. ä. 
Im Volksmund wurde die Riegelhaube wegen ihrer beiden nach unten zeigenden Zapfen auch „Geißeuterl“ genannt. In der Zeit des Empire und im Biedermeier wurde sie sogar zu modischer Kleidung getragen.
August Lewald schrieb 1835: „Die so sehr beliebte Riegelhaube, die besonders den jungen Münchnerinnen gar zierlich zu Gesicht steht, ist ein ganz eigentümlicher Kopfputz, der mit keinem anderen in Deutschland einige Ähnlichkeit zeigt.“
Keine Riegelhaube gleicht der anderen. Eine Sonderform stellt die mit blauen und schwarzen Perlen auf schwarzem Grund bestickte Riegelhaube dar. Vermutlich wurden silberne Hauben von unverheirateten, goldene von verheirateten und schwarze bzw. schwarz-blaue von verwitweten Frauen getragen.
Riegelhauben sind zwar typisch für die Münchner Tracht im frühen 19. Jahrhundert, aber anhand eingeklebter Herstellerzettel lässt sich nachweisen, dass Riegelhauben auch z. B. in Augsburg oder Regensburg hergestellt wurden. Dies bedeutet, dass das Tragen von Riegelhauben ins Münchner Umland ausstrahlte und in anderen Städten Bayerns Mode wurde.

## Die Riegelhaube als modisches Accessoire
Im Jahre 1816 schilderte Christian Müller, dass die Münchnerinnen mit „blendend weissen weiten Ärmeln, [dazu] das farbige, fest anpassende, unter dem Busen mit Silberketten und Nesteln (Geschlinge), vielfach umschlungene Leibchen, und endlich dem auf die braunen Stirnlocken gedrückten goldenen oder silbernen Faustina-Häubchen“, der heute als „Münchner Gwand“ bezeichneten Kleidung, sehr reizvoll ausgesehen hätten. Dabei beklagt er, dass „diese netten Kinder“ ihre „geschmackvolle nationale bürgerliche Tracht mit den Gewändern der Demoiselles und Fräuleins vertauschen, und höchstens noch das Häubchen beibehalten, wenn gleich nicht zu läugnen ist, daß diese Verbindung sich bei Vielen recht gut ausnimmt“.

## Die Riegelhaube für eine Kaiserin
Weiter schreibt Müller: „Ich nenne die Münchner Riegelhauben Faustina-Häubchen, weil ich mehrere Büsten der jüngern Faustina gesehen habe, die einen sehr ähnlichen Kopfputz hatten. Die Kaiserin Maria Luise fand sie bei ihrem Besuch in München so schön und zierlich, daß sie mehrere mit sich nach Paris nahm. Die reichsten sind von Gold, mit ächten Perlen gestickt“.

## Rezeption
In den Fliegenden Blättern erschien 1845 der satirische Beitrag Zur Geschichte der Riegelhäubchen, in dem spöttisch-ironisch die Frage aufgeworfen wurde, ob die Riegelhauben auf frühen altägyptischen Kopfschmuck zurückgehen.